# 薩薩·澤拉爾
薩薩·澤拉爾（1995年3月20日—）是一位塞爾維亞足球運動員。在場上的位置是防守型中場。他現在效力於希臘足球超級聯賽球隊奧林匹亞科斯足球俱樂部。他也代表塞爾維亞各級國青隊參賽。